# Nowy Zyzdrój
Nowy Zyzdrój (deutsch Neu Sysdroy, 1938 bis 1945 Neusixdroi) ist ein kleines Dorf in der polnischen Woiwodschaft Ermland-Masuren und gehört zur Landgemeinde Piecki (Peitschendorf) im Powiat Mrągowski (Kreis Sensburg).

## Geographische Lage
Nowy Zyzdrój liegt am Ostufer des Großen Sysdroy-Sees (1938 bis 1945 Großer Sixdroi-See, polnisch Jezioro Zyzdrój Wielki) in der südlichen Mitte der Woiwodschaft Ermland-Masuren, 24 Kilometer südlich der Kreisstadt Mrągowo (deutsch Sensburg).

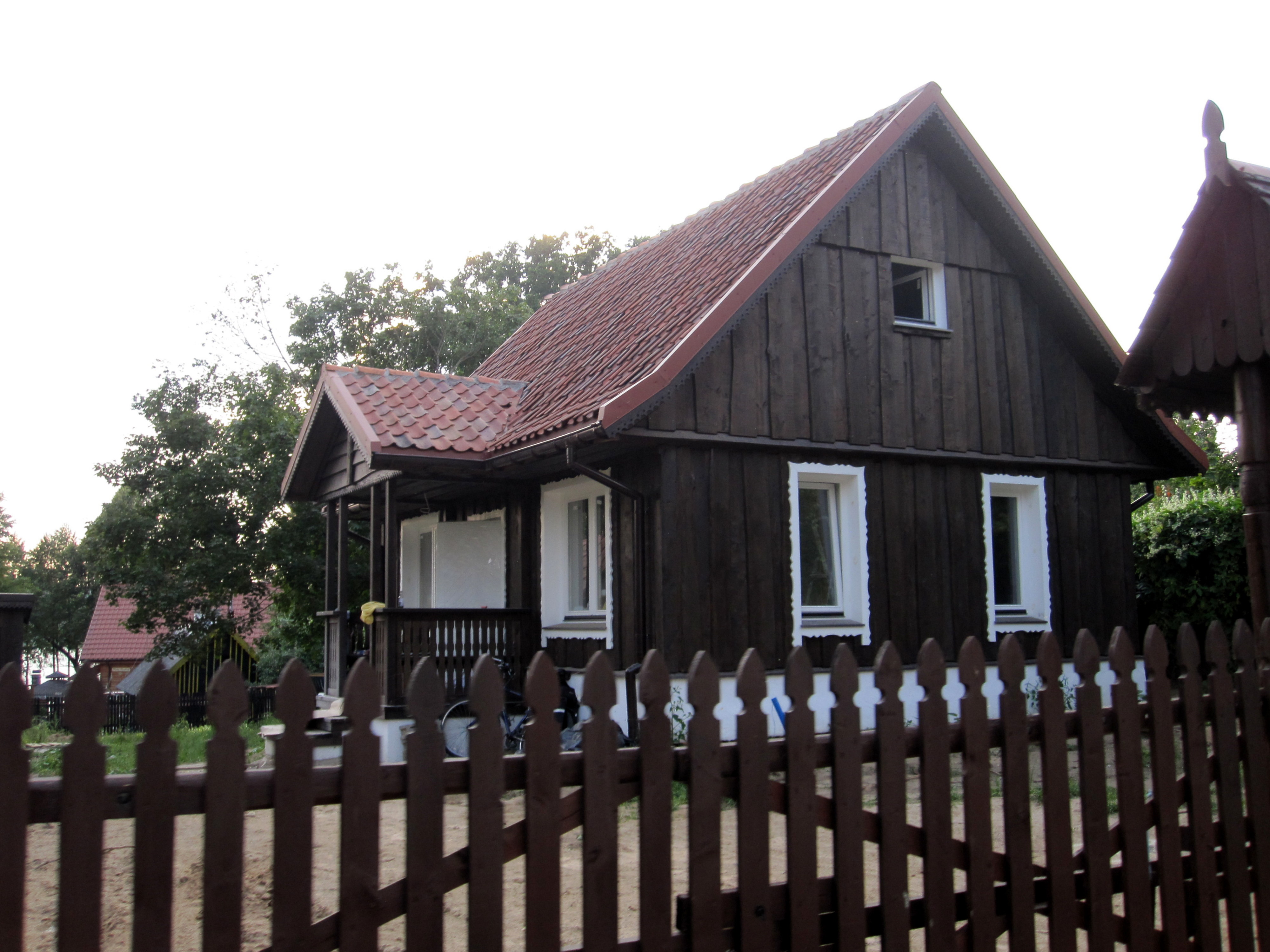
Bauernhütte in Nowy Zyzdrój

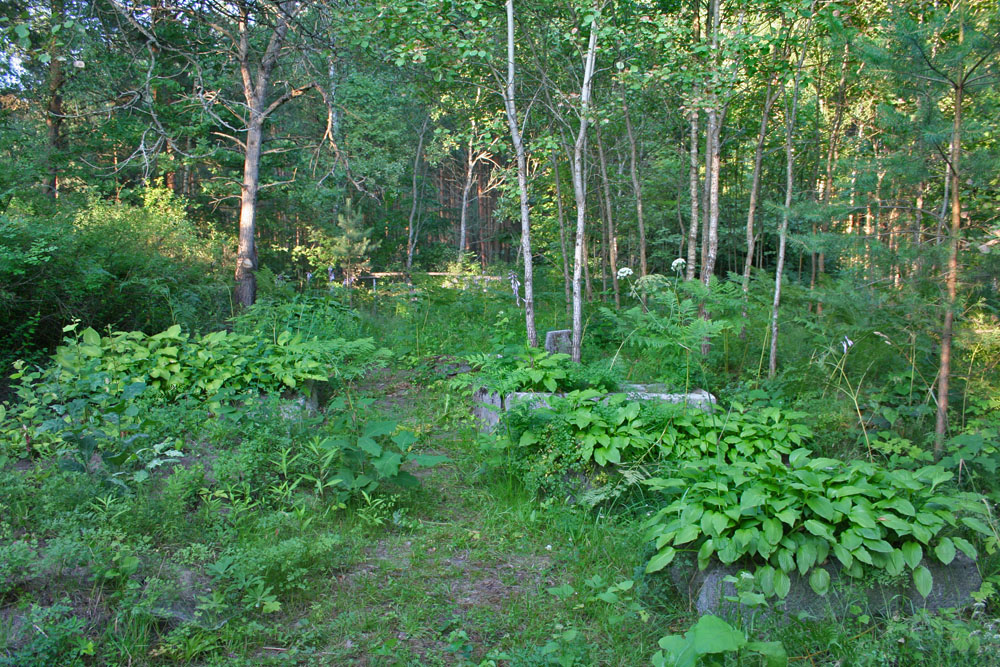
Alter deutscher Friedhof in Nowy Zyzdrój

## Geschichte
Das frühere Neu Sysdroy wurde 1838 gegründet und 1839 als Erbzinsdorf mit zwei Feuerstellen bei elf Einwohnern erwähnt. Der Ort war bis 1945 ein Wohnplatz in der Landgemeinde Pruschinowenwolka (1938 bis 1945 Preußenort, polnisch Wólka Prusinowska) im Kreis Sensburg und zählte 1905 bereits 115 Einwohner. Am 3. Juni (amtlich bestätigt am 16. Juli) 1938 wurde Neu Sysdroy aus politisch-ideologischen Gründen der Abwehr fremdländisch klingender Ortsnamen in „Neusixdroi“ umbenannt.
1945 kam das südliche Ostpreußen in Kriegsfolge zu Polen. Davon war auch Neusixdroi betroffen, das die polnische Namensform „Nowy Zyzdrój“ erhielt. 2011  zählte das Dorf zehn Einwohner und ist jetzt eine Ortschaft im Verbund der Landgemeinde Piecki (Peitschendorf) im Powiat Mrągowski (Kreis Sensburg), bis 1998 der Woiwodschaft Olsztyn, seither der Woiwodschaft Ermland-Masuren zugehörig.

## Kirche
Bis 1945 war Neu Sysdroy resp. Neusixdroi in die evangelische Kirche Aweyden in der Kirchenprovinz Ostpreußen der Kirche der Altpreußischen Union sowie in die katholische St.-Adalbert-Kirche Sensburg im damaligen Bistum Ermland eingepfarrt. Heute gehört Nowy Zyzdrój zur evangelischen Kirchengemeinde Nawiady, einer Filialgemeinde der Pfarrei Mrągowo in der Diözese Masuren der Evangelisch-Augsburgischen Kirche in Polen, sowie zur katholischen Pfarrei Nawiady im jetzigen Erzbistum Ermland.

## Verkehr
Nowy Zyzdrój liegt südlich der Landesstraße 58 und ist von Wólka Prusinowska (Pruschinowenwolka, 1929 bis 1945 Preußenort) aus auf direktem Wege zu erreichen. Eine Bahnanbindung besteht nicht.